# Eobalaenoptera
Eobalaenoptera — вимерлий рід вусатих китів, що належить до надродини Balaenopteroidea. Назва роду Eobalaenoptera відображає схожість між скелетом Eobalaenoptera і видами роду Balaenoptera, eo- — префікс, що означає світанок. Вид названий на честь Картера Харрісона, волонтера в музеї.

## Відкриття і значення

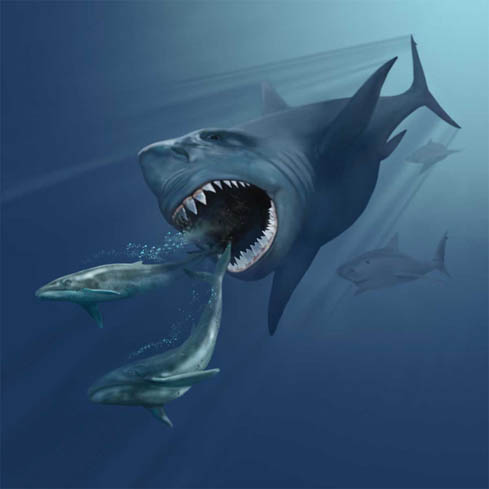
Художнє зображення двох Eobalaenoptera, яких переслідує гігантська акула Otodus megalodon

Eobalaenoptera була вперше описана в червні 2004 року дослідниками з Музею природної історії Вірджинії з часткового скелета, знайденого в 1990 році в окрузі Керолайн, штат Вірджинія, на місці доісторичного океану, у формації Калверт середнього міоцену. Виявилося, що 11-метровий скелет має схожі морфологічні характеристики з кладою китів, що складається з двох сучасних таксономічних родин – Balaenopteridae та Eschrichtiidae. Вік формації Калверт (14 мільйонів років) робить Eobalaenoptera найстарішим відомим представником Balaenopteroidea. Це також значно скоротило розрив між найдавнішою відомою літописом скам’янілостей і оціненим часом розходження цієї клади від інших вусатих китів. Молекулярні годинники виявили це розходження балаеноптероїдів від інших коронних містицетів на 15–20 мільйонів років.
У своєму огляді збережених і викопних рорквалів, Demere et al. (2005) поставили під сумнів розміщення Eobalaenoptera в балаеноптероїдах, відзначивши, що голотип не має значного черепного матеріалу, який міг би посилити його початкову класифікацію, вважаючи за краще розглядати рід як Chaeomysticeti incertae sedis.